# Stary Ratusz w Görlitz
Stary Ratusz w Görlitz – zabytkowy ratusz w Görlitz.
Historia ratusza sięga 1369. Na przestrzeni wieków dokonano wielu przebudów obiektu. Wysoka na 60 metrów wieża z zegarem z dwoma tarczami pochodzi z 1524. W 1584 zegar przebudował Bartłomiej Scultetus na czasomierz wskazujący 12 godzin, który połączył z zegarem pokazującym fazy księżyca. Przy ozdobnych schodach z balkonem, zbudowanych przez architekta Wendela Roskopfa w latach 1537–1538, znajduje się kolumna z 1591 zwieńczona rzeźbą przedstawiającą Iustitię, rzymską boginię, personifikację sprawiedliwości, która nie ma opaski na oczach, ponieważ symbolizuje wolną jurysdykcję rady miasta. Obok na ścianie jest kartusz z herbem Macieja Korwina, jako króla Węgier, Czech, władcy Dolnych Łużyc i margrabiego Moraw. Herby poszczególnych jego ziem przedstawione są w czterech polach herbu. Wnętrze ratusza pochodzi z czasów renesansu.

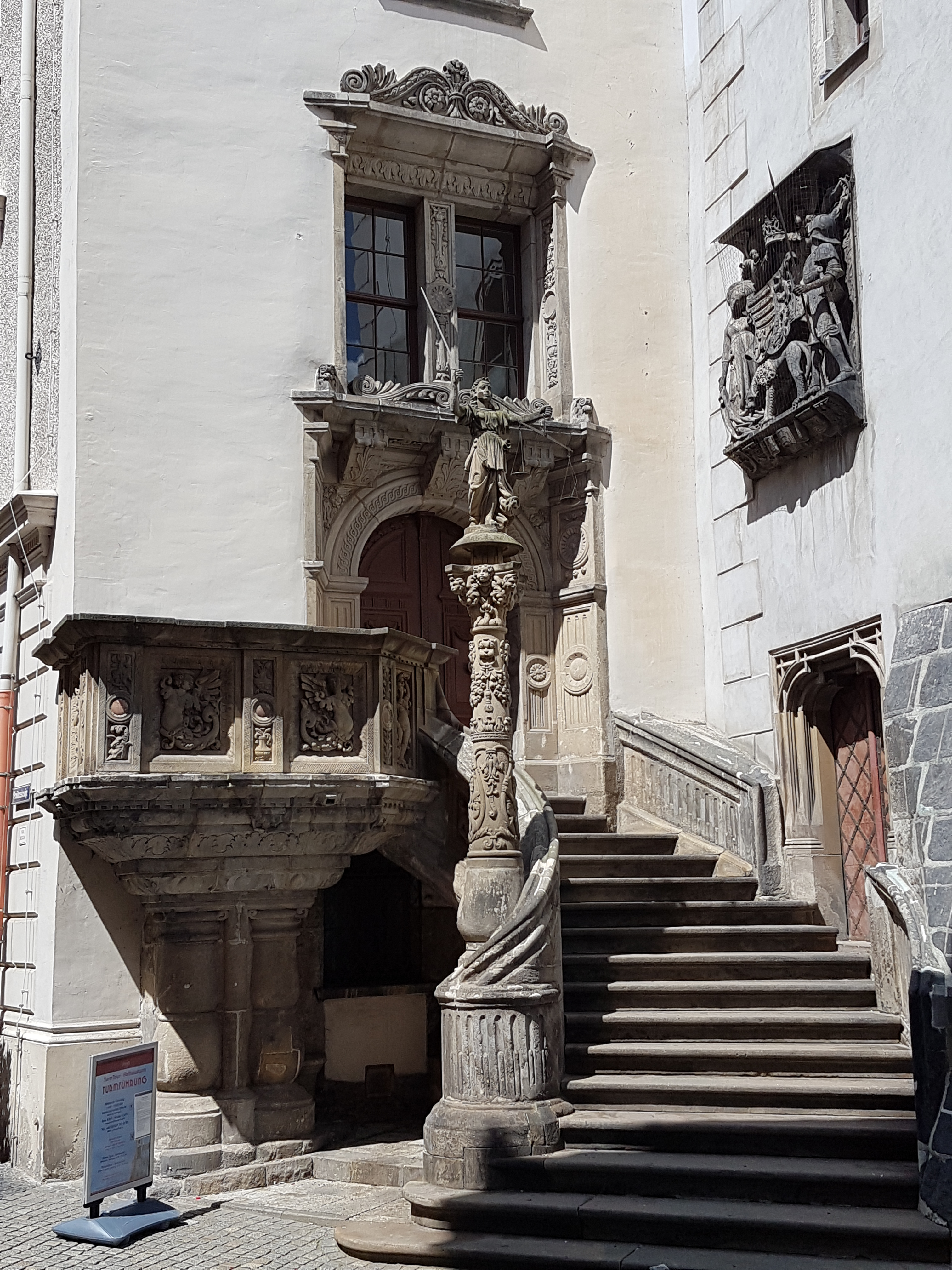
Schody z herbem
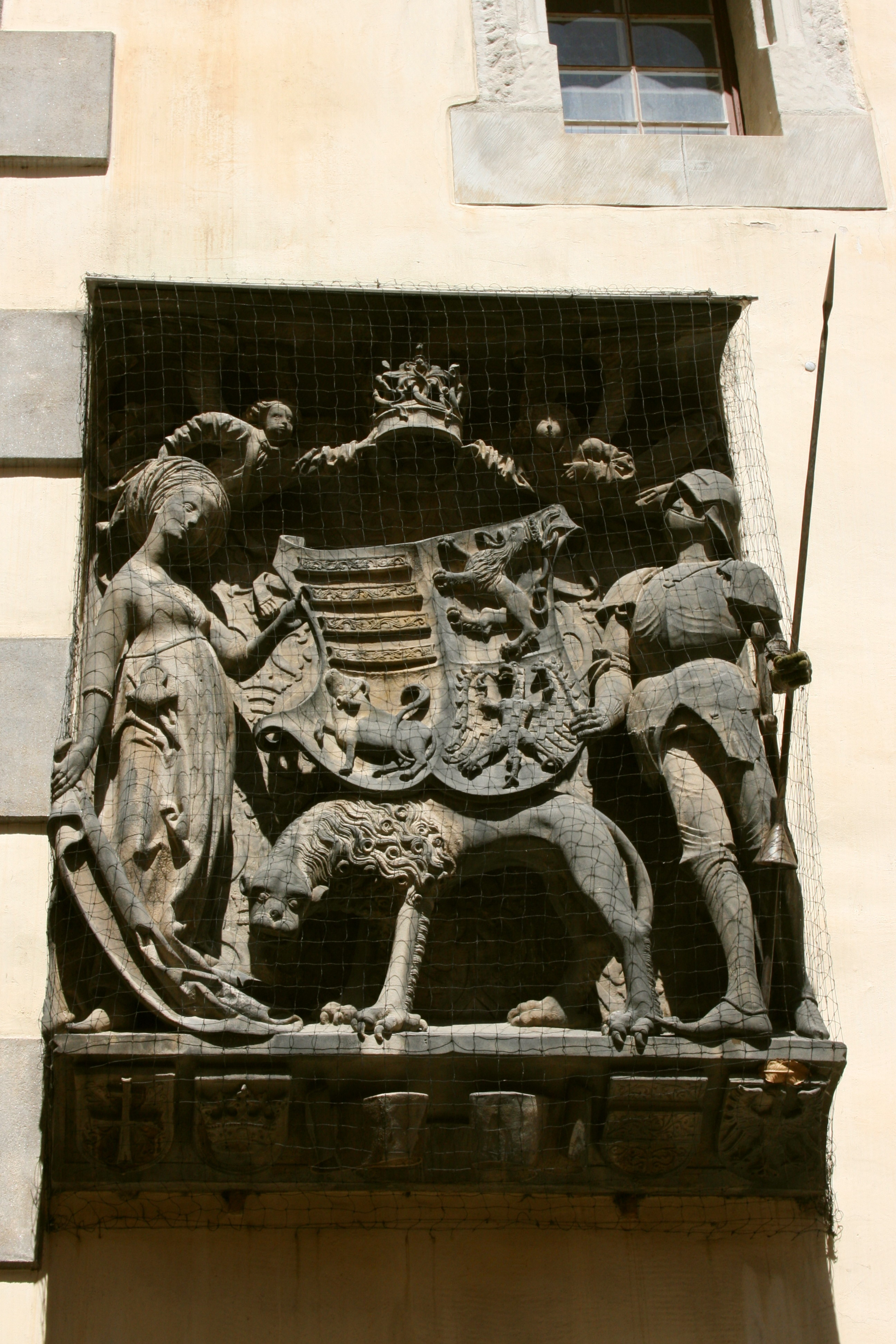
Herb królewski Maciej Korwina
Herb Węgier
Herb Czech
Herb Dolnych Łużyc
Herb Moraw
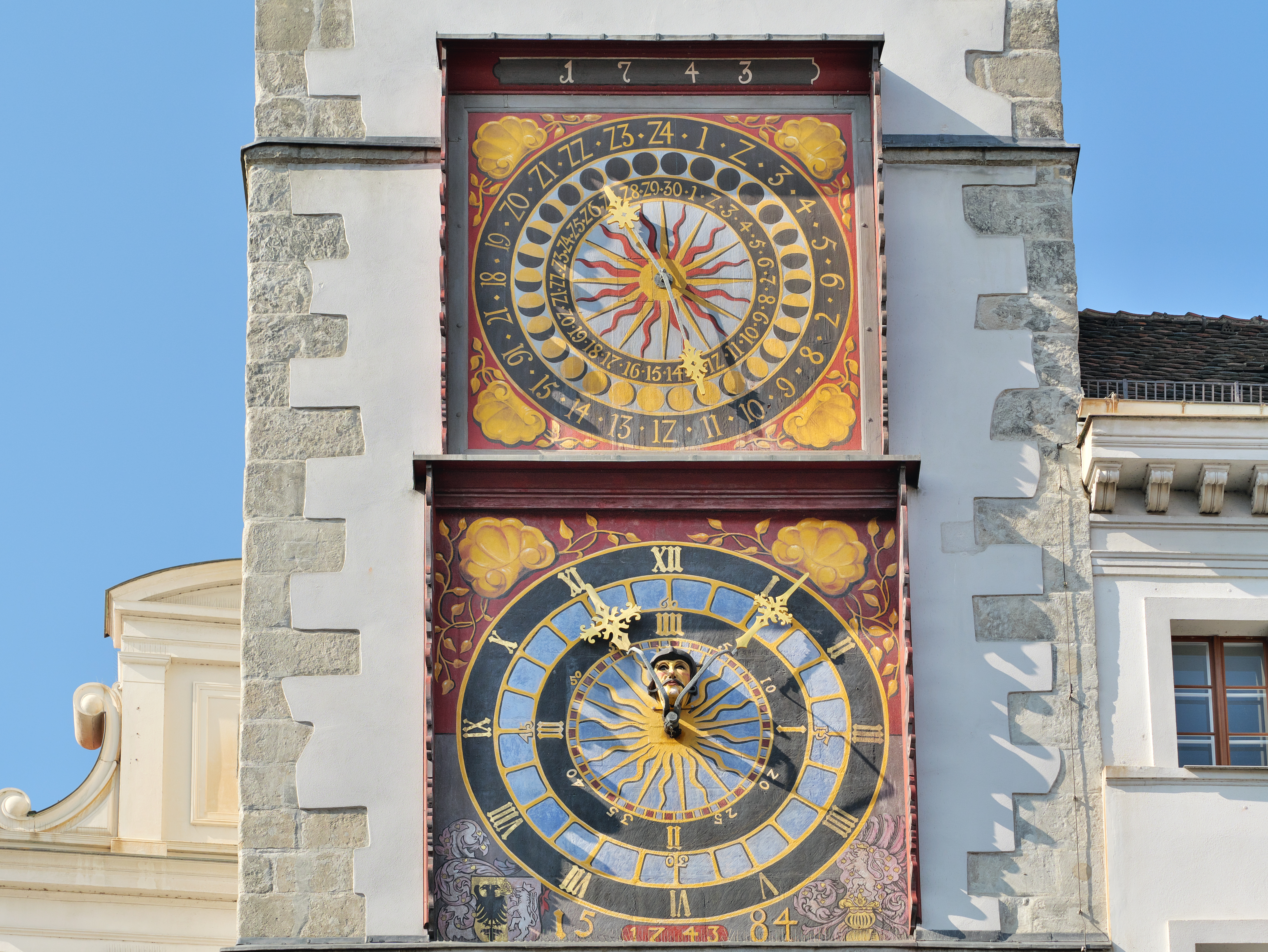
Zegar